# Renzo Revoredo
Renzo Revoredo Zuazo (ur. 11 maja 1986 w Limie) – peruwiański piłkarz występujący najczęściej na pozycji prawego obrońcy, obecnie zawodnik paragwajskiej Olimpii.

## Kariera klubowa
Revoredo pochodzi ze stołecznego miasta Lima i jest wychowankiem tamtejszego zespołu Sporting Cristal, skąd w wieku 18 lat przeszedł do mniej utytułowanego Coronelu Bolognesi. Szybko wywalczył sobie miejsce w wyjściowym składzie i w 2006 roku w barwach tej drużyny wziął udział w premierowym międzynarodowym turnieju w karierze – Copa Sudamericana, odpadając już jednak w 1/16 finału. W sezonie 2007 wywalczył z Coronelem wicemistrzostwo Peru, natomiast w 2008 roku po raz pierwszy wystąpił w Copa Libertadores, gdzie odpadł w fazie grupowej. Ogółem w Coronelu spędził pięć lat, zdobywając pięć bramek w 138 ligowych spotkaniach.
Wiosną 2009 Revoredo został zawodnikiem stołecznego Universitario de Deportes, z którym już w pierwszym sezonie zdobył tytuł mistrza Peru. Zanotował także występy w dwóch edycjach Copa Libertadores, jednak bez większych sukcesów. Jesień 2011 spędził w swoim macierzystym klubie – Sportingu Cristal, a po pół roku przeszedł do paragwajskiej ekipy Club Olimpia. W tamtejszej Primera División zadebiutował 12 lutego 2012 w zremisowanym 0:0 spotkaniu z Cerro Porteño PF.
| Sezon | Klub                      | Kraj     | Rozgrywki        | Mecze | Bramki |
| ----- | ------------------------- | -------- | ---------------- | ----- | ------ |
| 2004  | Coronel Bolognesi         | Peru     | Primera División | 20    | 1      |
| 2005  | Coronel Bolognesi         | Peru     | Primera División | 21    | 1      |
| 2006  | Coronel Bolognesi         | Peru     | Primera División | 34    | 3      |
| 2007  | Coronel Bolognesi         | Peru     | Primera División | 30    | 0      |
| 2008  | Coronel Bolognesi         | Peru     | Primera División | 33    | 0      |
| 2009  | Universitario de Deportes | Peru     | Primera División | 31    | 3      |
| 2010  | Universitario de Deportes | Peru     | Primera División | 16    | 0      |
| 2011  | Universitario de Deportes | Peru     | Primera División | 12    | 0      |
| 2011  | Sporting Cristal          | Peru     | Primera División | 12    | 0      |
| 2012  | Club Olimpia              | Paragwaj | Primera División |       |        |

## Kariera reprezentacyjna
W seniorskiej reprezentacji Peru Revoredo zadebiutował 6 lutego 2009 w przegranym 0:1 meczu towarzyskim z Salwadorem. W 2011 roku został powołany przez selekcjonera Sergio Markariána na rozgrywany w Argentynie turniej Copa América, gdzie rozegrał cztery mecze, natomiast jego kadra zajęła ostatecznie trzecie miejsce w rozgrywkach.